# 주한외교사절단 팸투어
주한외교사절단 팸투어(Diplomatic Corps Fam-Tour)는 각 지역의 문화, 관광, 축제, 산업의 세계화를 위하여 사단법인 한문화진흥협회에서 주관하는 행사로서 주한외교사절단이 해마다 여러 지역을 직접 방문하는 팸투어이다. 주한외교사절단에게 각 지역의 우수한 문화관광을 소개하여 해외 관광객 유치에 기여하고, 주한대사관과 각 지자체의 교류 네트워크를 형성하기 위한 행사이다. 주한외교사절단 팸투어를 진행할 때마다 한문화진흥협회 산하 의전·통역 전문기관 한문화외교사절단에서 국제 규격의 의전·통역을 제공하여 지자체의 글로벌 위상 제고에 기여하고 있으며, 동시에 한문화진흥협회 산하기관 더블유타임즈(W-TIMES) 취재팀의 동행 취재로 주한외교사절단 투어 소식을 생생하게 보도하여 지자체 문화, 관광, 산업의 세계화에 기여하고 있다. 지자체 또는 지역축제 조직위와 협력하여 진행하는 주한외교사절단 팸투어는 주한대사관 선정 국내 최고의 주한외교사절단 팸투어로 꼽히고 있다. .